# 黃坤
黃煜坤（1948年（76—77歲）），香港企業家、地產商，曾任東方明珠石油有限公司（後更名為中港石油）主席，亦為明珠興業集團創辦人。黃早年從中國大陸偷渡來港，以廚師為業，後創業從商，憑藉地產與能源投資累積財富，一度擁有逾百億港元資產，素有「股壇大廚」之稱。
2015年9月，他在台灣新北市遭遇綁架，被非法囚禁38日後獲救，案件引起港臺社會廣泛關注。

## 生平

### 早年與創業
黃煜坤（又名黃坤）1948年生於中國廣東省寶安縣，中學畢業後18歲偷渡來港，初期在茶餐廳擔任侍應，後進入酒店業學廚。憑藉勤奮與廚藝，25歲時晉升為行政總廚，曾任職於怡東、希爾頓、喜來登及葡京等知名酒店，並以其料理風範獲得「大廚坤」之別稱。
1985年，黃以約15萬港元創立明珠興業有限公司，專注於香港地產投資；1994年將公司上市，市值一度高達數百億港元。他先後於1996年購入多項豪宅項目，吸引社會眼球。
黃煜坤於1990年代中期因明珠興業集團在房地產市場的積極擴張，資產一度達至約180億港元。但1997年亞洲金融風暴爆發後，香港樓市大跌，黃旗下地產項目陷入資金鏈困局，市值大幅縮水，據報最多蒸發近八成資產。他本人亦多次被財經媒體列為「金融風暴中最受重創的富豪之一」。

### 石油與能源業
2006年，黃煜坤創辦東方明珠石油有限公司，並擔任主席，開始轉型布局能源行業。該公司初期專注於中國大陸的油氣投資及石油供應鏈服務，並試圖拓展至中亞與東南亞地區的能源市場。其後公司於香港聯交所掛牌，並更名為「中港石油控股有限公司」。
2009–2013年間，中港石油收購美國猶他州天然氣與油田案引發爭議，黃煜坤與副主席劉夢熊等人被控涉嫌串謀詐騙聯交所、公司股東及公眾投資者，多項指控後由香港廉署調查與起訴；期間公司股價多次停牌，並於2013年被提控，黃以500萬港元保釋。
黃煜坤曾公開表示希望打造「華人能源帝國」，一度聲稱手上項目估值逾百億港元。但有市場分析認為其部分業務涉風險高的邊境油田或不穩定地區，實際營運成效存在爭議。至2016年10月，黃正式辭去中港石油主席一職，並逐步淡出董事局。

## 綁架事件
2015年9月20日，時年68歲的香港企業家黃煜坤正在台灣新北市新店區其妻居處附近外出購物時被兩名男子強行推上黑色房車綁架，並送往不明地點囚禁。綁匪以電子郵件與其香港公司聯絡，起初信件被誤作垃圾郵件，直到多封標題為「NOJOKING！」的郵件伴隨錄影要求紅利，家屬這才警覺。
綁匪提出 7,000 萬港元 贖金，並要求以比特幣支付。錄影中黃煜坤手持台灣報紙並面部多處瘀傷，聲音顫抖表示恐懼，並說：「配合他們，我就能回去」，後曾自述當下「我以為我活不了！」。
案件進展至9月26日，家屬依綁匪指示將約 1,100 萬港元等值比特幣匯入指定帳戶，台灣警方遂部署專案小組展開追捕，其中包括台北、桃園及雲林等地。至10月27日晚，警方在雲林縣某寺廟破門突襲，救出被雙腳鐐銬、眼罩蒙面的黃煜坤，並逮捕14名嫌犯，其中包括一位地方村長及多人涉及跨境團夥作案。
綁匪手法縝密，包括使用簽標車輛、借用友人手機與車輛、分次換手藏匿，並以電子郵件要求比特幣付款，導致警方追蹤受阻 。黃煜坤獲救後身體雖虛弱，但恢復良好，他並感謝警方救援 。